# Metoil
UAB Metoil war ein Unternehmen in Litauen mit Sitz in Vilnius. Es gehörte dem litauischen Konzern UAB Achemos grupė. Metoil war eine Öl- und Metall-Handelsgesellschaft. 2012 erzielte man einen Umsatz von 369 Millionen Litas (106,87 Millionen Euro).

## Geschichte
Metoil wurde am 6. Dezember 2004 im Dorf Kalnėnai, in der Rajongemeinde Jonava, gegründet. Der Sitz wurde danach nach Vilnius (Stadtteil Naujamiestis) verlegt. Die juristische Adresse blieb immer jedoch in der Rajongemeinde Jonava. Es gab eine Abteilung Švenčionėliai in der Rajongemeinde Švenčionys.
2010 wurde das Unternehmen Erdölprodukt-Ladeterminalbetreiber und startete mit der Spedition in der Hafenstadt Klaipėda. Der Geschäftspartner weigerte sich jedoch, den Vertrag zu verlängern, weil das Geschäft unrentabel wurde. 2010 gründete Metoil E-Shop und ein Jagdgeschäft. Wegen der Verluste musste diese Tätigkeiten gestoppt werden. Die Wirtschaftskrise hat das Unternehmen hart getroffen. Metoil war früher im internationalen Handel mit Metall tätig. Man kaufte die Metallprodukte aus den Ost-Ländern und verkaufte diese in Litauen. Die Rezession hat alle Geschäftsbereiche getroffen. Daher war Metoil danach im Metall-Handel kaum tätig. Das Unternehmen arbeitete auch mit Luftfahrtkraftstofflieferanten, aber die Verschlechterung der finanziellen Lage des Unternehmens führte zur Einstellung dieser Tätigkeit.
2013 wurde die Gesellschaft der Steuerhinterziehung verdächtigt. Es gab eine internationale Ermittlung in vier Staaten (Litauen, Polen, Lettland und Slowakei). Die nationalen Behörden hatten Hinweise darauf, dass Metoil etwa 10 Millionen Litas (3 Mio. Euro) Steuern hinterzogen hatte. Metoil verkaufte die Ölprodukte (vor allem Diesel) nicht nur in Litauen, sondern auch im Ausland (in Belarus, in der Ukraine, Russland, Usbekistan und in den EU-Staaten). 2006 erwarb die Gesellschaft einen Erdöl-Terminal in  Kalnėnai. Metoil exportierte Kraftstoffe nach Polen, Lettland und in die Slowakei. Riesige Mengen an Dieselkraftstoffen wurden ins Ausland transportiert und verkauft. Die tatsächlichen Käufer blieben jedoch unbekannt. Nach der Meinung von Steuerinspektoren (Staatlichen Steuerinspektion am Finanzministerium der Republik Litauen) konnten die Käufer in diesen Ländern fiktiv sein. Die Verbrauchsteuer, Mehrwertsteuer und andere Steuern konnten möglicherweise im Unternehmen bleiben.
Die Prüfung erfolgte in enger Zusammenarbeit mit den drei EU-Ländern und wurde in Polen, Lettland und in Slowakei durchgeführt. Laut Information von ausländischen Amtskollegen wurde in Litauen bestätigt, dass die Unternehmen, denen Metoil Kraftstoffe angeblich verkaufte, tatsächlich nicht existierten.
Der ehemalige Direktor Juozas Miltenis wurde zum Hauptverdächtigen in einem Strafverfahren wegen Veruntreuung und Unterschlagung. Ihm wurde die Verschwendung von 8 Millionen Litas vorgeworfen. Ein weiterer Verdächtiger war der frühere stellvertretende Generaldirektor Andrejus Savickis. Die Durchsuchungen wurden bei beiden leitenden Mitarbeitern durchgeführt.
In den letzten Jahren war das Unternehmen ständig für Strom-, Wasser und Gaslieferungen im Zahlungsverzug. 2013 kamen dazu noch Schulden von 1,943 Millionen Litas bei der Bank Snoras. Am 24. Januar 2014 wurde ein Insolvenzverfahren beim Bezirksgericht Kaunas eröffnet.
2011 gab es bei Metoil 50 Mitarbeiter.